# Isabela (província)
Isabela, oficialmente a Província de Isabela (em ilocano:  Probinsia ti Isabela; em ibanag: Provinsia na Isabela; em tagalo:  Lalawigan ng Isabela) é a segunda maior província das Filipinas em área territorial localizada na região do Vale Cagayan em Luzon. A sua capital e maior unidade do governo local é a cidade de Ilagan. Faz fronteira com as províncias de Cagayan ao norte, Kalinga a noroeste, Província da Montanha a centro-oeste, Ifugao e Nueva Vizcaya a sudoeste, Quirino e Aurora a sul e o Mar das Filipinas a leste.
Esta província principalmente agrícola é o celeiro de arroz e milho de Luzon devido ao seu terreno plano e ondulado. Em 2012, a província foi declarada a maior produtora de milho do país com 1.209.524 toneladas. Isabela também foi declarada o segundo maior produtor de arroz na Filipinas e a Província Rainha das Filipinas.
Isabela é a décima província mais rica das Filipinas em 2020. A província possui quatro centros comerciais nas cidades de Ilagan, Cauayan, Santiago e no município de Roxas. Uma das cidades de Isabela, Santiago City, é considerada a economia com crescimento mais rápido na totalidade das Filipinas. É uma província de primeira classe de renda da província (d) na região Vale de Cagayan, nas Filipinas. De acordo com o censo de 1 de maio  de  2020 possui uma população de 1 697 050 pessoas e 365 099 domicílios.

## Etimologia
A província recebeu o nome de Isabella II, a primeira rainha reinante da Espanha. Houve propostas para mudar o nome da província para algo que se adapte melhor às raízes indígenas do país. No entanto, tais planos foram rejeitados pelos moradores de Isabela.

## História
A província de Isabela costumava ser uma vasta floresta tropical onde viviam numerosos grupos etnolinguísticos indígenas. Muitos dos mesmos grupos étnicos ainda vivem na província. Sítios de montículos de conchas e outros sítios arqueológicos em toda a província constituem a cultura material desses grupos durante a era clássica.

### Era espanhola
Durante a era espanhola, antes de 1856, o Vale Cagayan foi dividido em apenas duas províncias: Cagayán e Nueva Vizcaya. A província de Cagayan naquela época consistia em todas as cidades de Tumauini a Aparri no norte. Todas as outras cidades de Ilagan sul para Aritao composto da Província da antiga Nueva Vizcaya. A fim de facilitar o trabalho dos missionários católicos na evangelização do Vale Cagayán, um decreto real foi emitido em 1 de maio de 1856 criando a Província de Isabela composta pelas cidades de Gamu, Old Angadanan (atual Alicia), Bindang (agora Roxas) e Camarag (agora Echague), Carig (agora Cidade de Santiago) e Palanan, todos separados da Província de Nueva Vizcaya ; enquanto Cabagan e Tumauini foram retirados da Província de Cagayán.
A província foi colocada sob a jurisdição de um governador com Ilagan como capital, onde permanece até hoje. Foi inicialmente chamado de Isabela de Luzón para se diferenciar de outros lugares nas Filipinas com o nome de Isabela. A nova província recebeu o nome da Rainha Isabel II da Espanha.

### Era americana
Embora a província não tenha desempenhado um papel importante na revolta contra a Espanha, é em Palanan que as páginas finais da Revolução Filipina foram escritas quando as tropas dos Estados Unidos, lideradas pelo general Frederick Funston, finalmente capturaram o general Emilio Aguinaldo na área em 23 de março de 1901. Isabela foi reorganizada como uma província sob o governo militar americano por meio da Lei nº 210, aprovada em 24 de agosto de 1901.
Os americanos construíram escolas e outros edifícios e instituíram mudanças no sistema político geral. No entanto, a economia da província permaneceu particularmente agrícola, com o arroz substituindo o milho e o tabaco como cultura dominante. A Segunda Guerra Mundial estagnou o crescimento econômico da província, mas ele se recuperou dramaticamente após a guerra. Em 1942, os japoneses imperiais ocuparam Isabela. Em 1945 a libertação de Isabela começou com a chegada das tropas da Comunidade Filipina sob o comando do Exército Filipino, Polícia e unidades da USAFIP-NL e guerrilheiros reconhecidos atacados pelas forças imperiais japonesas na Segunda Guerra Mundial.
Uma nova onda de imigração começou no final dos séculos XIX e XX com a chegada dos Ilokano, que vieram em grande número. Eles agora constituem o maior grupo da província. Seguiram-se outros grupos étnicos que fizeram de Isabela o "Caldeirão do Norte das Filipinas".

### Era independente
Em 1975 começou a construção da Barragem de Magat no limite de Ramon, Isabela com a vizinha Província de Ifugao, tornando-se uma bacia hidrográfica para 8 rios a montante em Ifugao e servindo a múltiplas funções, incluindo: irrigação de terras agrícolas; controle de inundação; e geração de energia. A construção foi protestada pelo povo Ifugao devido ao alagamento de suas terras ancestrais, mas a barragem foi concluída em 1982, parcialmente financiada por um empréstimo do Banco Mundial.
Em 1995 a Lei da República 7.891 foi aprovada, legislando que Isabela seja dividida em duas novas províncias: Isabela del Norte e Isabela del Sur. Um referendo foi realizado no mesmo ano com uma ligeira maioria de votos contra a divisão da província.
Em 2012, a capital Ilagan tornou-se oficialmente uma cidade, depois que a mudança ganhou 96% dos votos no plebiscito realizado em 11 de agosto de 2012. Na noite seguinte ao plebiscito, Ilagan foi declarada cidade componente da província.

## Geografia
Isabela compreende uma área total de 12 414,93 km2, representando quase 40 por cento do território regional. É a maior província da ilha de Luzon e a segunda maior província das Filipinas em área terrestre. Ocupando a seção central da região do Vale Cagayan em Luzon, Isabela faz fronteira com Cagayan ao norte, Kalinga ao noroeste, Província da Montanha ao centro-oeste, Ifugao e Nueva Vizcaya ao sudoeste, Quirino ao sul e Aurora a o sul. A leste fica o mar das Filipinas, tornando Isabela uma das províncias propensas a tufões no país.

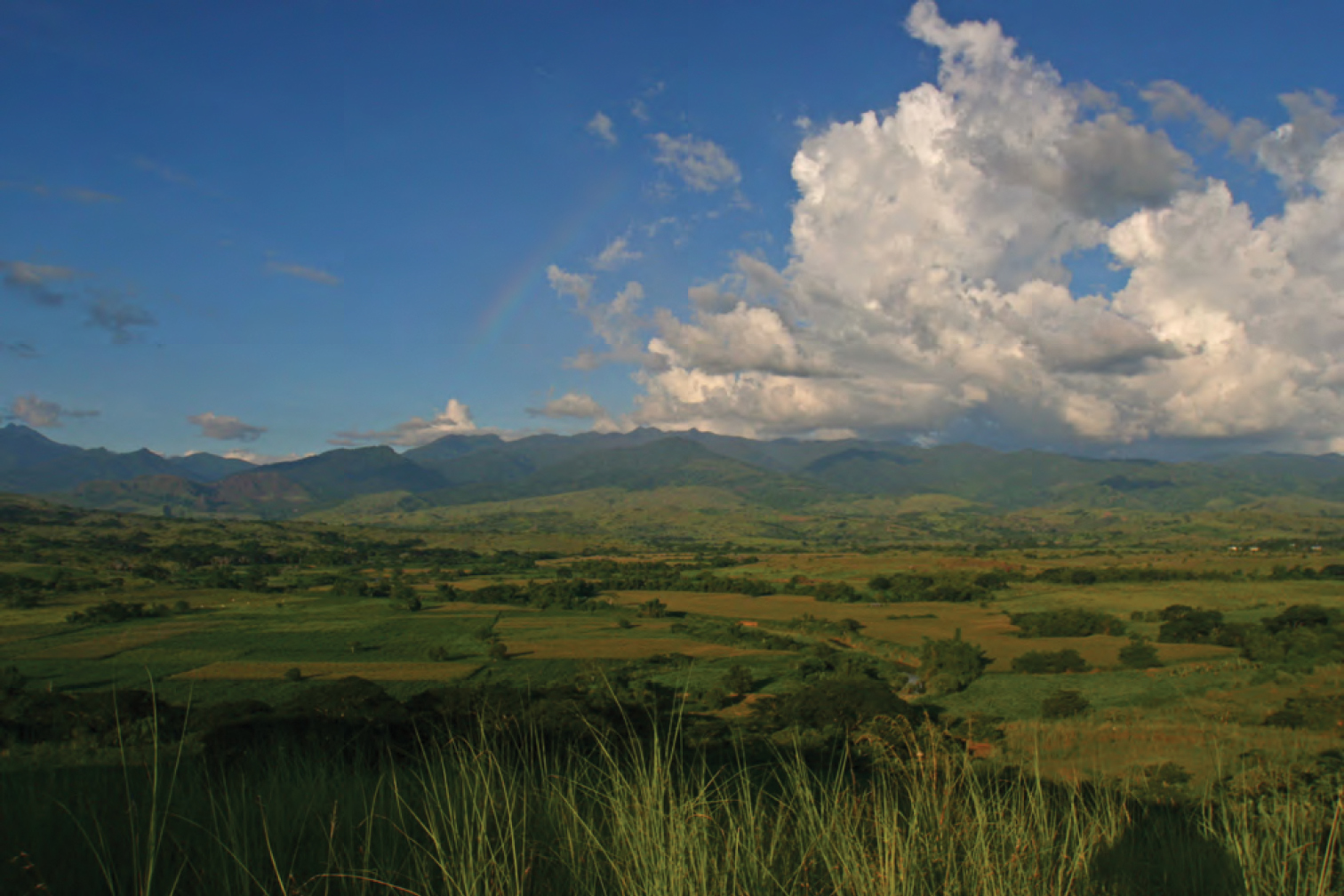
Vista da Sierra Madre de Cabagan

A província está dividida em três áreas fisiográficas. A área oriental, cercada pela cordilheira de Sierra Madre, é acidentada e densamente arborizada. Uma parte substancial não está mapeada. Esses sertões inexplorados abrigam uma rica variedade de flora e fauna, e alguns estão sob reservas do governo. É o lar de uma das maiores florestas tropicais remanescentes de baixa altitude do mundo, com inúmeras espécies endêmicas desconhecidas de flora e fauna e diversidade biológica na área protegida conhecida como Parque Natural da Sierra Madre do Norte. Isabela tem 600,000 ha (1,500,000 acres) dos 900,000 ha (2,200,000 acres) de cobertura florestal do Vale Cagayan.
O ponto mais alto da província está localizado perto da fronteira com Cagayan. O pico do Monte Dos Cuernos tem uma altitude de 1,785 m (5,856 ft) localizado em San Pablo perto da fronteira com Maconacon. Outros picos notáveis no Parque Natural Northern Sierra Madre são o Monte Cresta em Divilacan, com uma altitude de 1,672 m (5,486 ft).
A área ocidental é um vale fértil cercado pela Cordilheira Central. É atravessado pelos poderosos Rio Cagayan, Rio Siffu e Rio Magat.

### Região de Planalto de Mallig
A região de Mallig Plains é uma região na seção oeste da província. Seu nome foi derivado dos terrenos ondulados ou quilômetros de terras planas no oeste de Isabela. O município de Roxas é o centro de negócios da região. A Planície abrange os municípios de Quezon, Mallig, Quirino, Burgos, Aurora, San Manuel e Roxas.

### Divisões administrativas

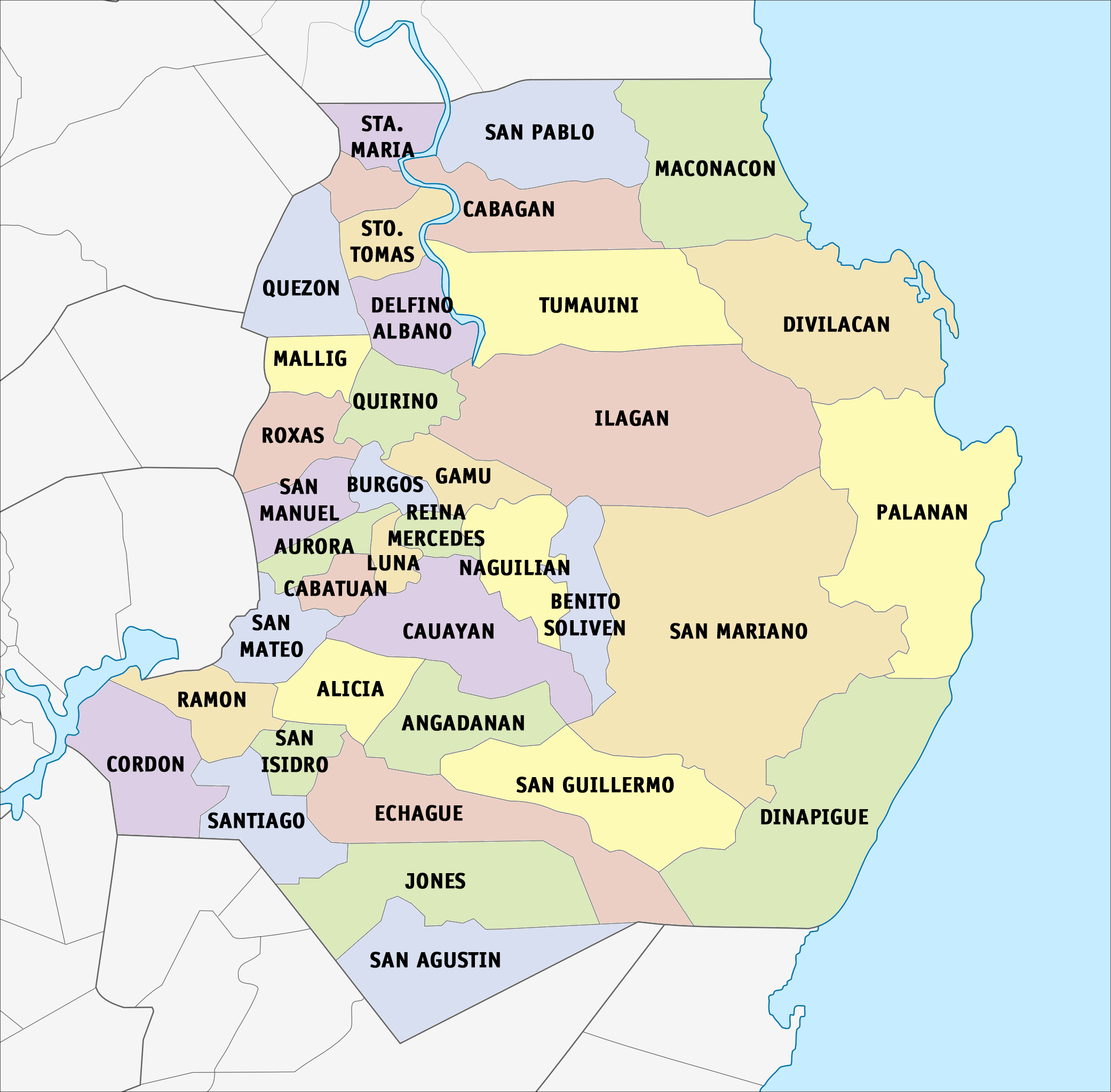

Isabela é subdividida politicamente em trinta e quatro (34) municípios, duas cidades componentes e uma cidade independente. A província está representada na Câmara dos Representantes das Filipinas com seis distritos legislativos.
A província tem dez municípios de primeira classe, duas cidades de segunda classe e uma cidade componente independente de primeira classe. A cidade de Ilagan, que se tornou uma cidade treze anos após sua proposta fracassada de cidade em 1998, é agora a maior cidade de Luzon e a quarta maior cidade do país depois de Davao City, Puerto Princesa e Zamboanga City por área terrestre
Municípios
- Alicia
- Angadanan
- Aurora
- Benito Soliven
- Burgos
- Cabagan
- Cabatuan
- Cordon
- Delfin Albano
- Dinapigue
- Divilacan
- Echagüe
- Gamu
- Jones
- Luna
- Maconacon
- Mallig
- Naguilian
- Palanan
- Quezon
- Quirino
- Ramon
- Reina Mercedes
- Roxas
- San Agustin
- San Guillermo
- San Isidro
- San Manuel
- San Mariano
- San Mateo
- San Pablo
- Santa Maria
- Santo Tomas
- Tumauini

Cidades
- Cauayan
- Ilagan
- Santiago (Administrativamente independente da província mas agrupada sob Isabela pela Autoridade Filipina de Estatísticas.)

### Barangays
Os 34 municípios e 3 cidades da província compreendem 1.055 barangays, com Rizal na cidade de Santiago como a mais populosa em 2010 e Catalina na cidade de Cauayan como a menos populosa. Se as cidades forem excluídas, Bugallon Proper (Poblacion) em Ramon tem a população mais alta, e Uauang-Tuliao em Santo Tomas tem a mais baixa.

## Governo

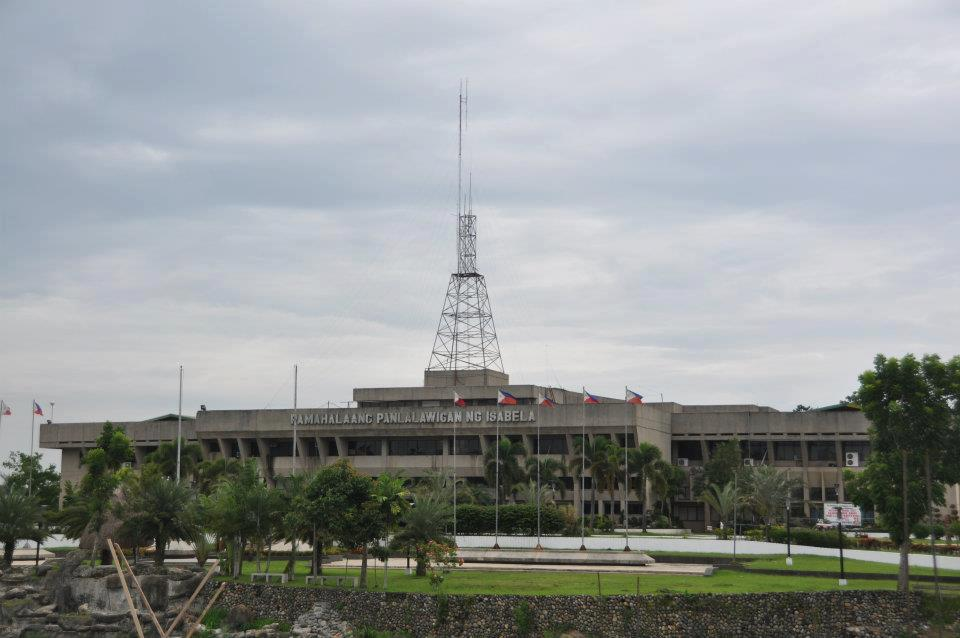
Capitólio Provincial de Isabela

### Governadores
Depois que Isabela foi reorganizada como província sob o regime americano em 1901, seu primeiro governador provincial foi Rafael Maramag, um ex-presidente municipal e também o primeiro presidente municipal da capital Ilagan. Ele foi sucedido por seu irmão, Gabriel. Posteriormente, Isabela foi governada pela família Dy por 34 anos (1969-2004). A dinastia foi iniciada pelo patriarca da família, Faustino N. Dy, Sr., que serviu como prefeito de Cauayan de 1965 a 1969 e foi governador da província de Isabela por 22 anos (1969-1992). Ele foi sucedido por seu filho, Benjamin G. Dy, na cadeira de governador de 1992 a 2001. Outro Dy assumiu a cadeira de governador em 2001, quando Faustino Dy Jr. ganhou as eleições de 2001 depois de ter servido como representante distrital do 2º Distrito Legislativo da província de 1992 a 2001. Foi apenas nas eleições de 2004 que o controle da família sobre a cadeira governamental acabou quando Grace Padaca conquistou Faustino Dy Jr. Ela foi a primeira mulher a servir como governadora da província. Depois de servir por seis anos (2004-2010), ela foi derrotada nas Eleições Nacionais de 2010 por Faustino "Bojie" G. Dy III, que serviu como governador da província por três mandatos consecutivos (2010-2019).
| Posição                        | Oficial Provincial                                            |
| ------------------------------ | ------------------------------------------------------------- |
| Governador Provincial          | Rodolfo T. Albano III                                         |
| Vice-Governador Provincial     | Faustino G. Dy III                                            |
| Representantes Distritais      | Rep. Antonio T. Albano (1º Distrito)                          |
| Representantes Distritais      | Rep. Ed Christopher S. Go (2º Distrito)                       |
| Representantes Distritais      | Rep. Ian Paul L. Dy (3º distrito)                             |
| Representantes Distritais      | Rep. Sheena Alyssa P. Tan (4º distrito e cidade de Santiago ) |
| Representantes Distritais      | Rep. Faustino Michael Carlos T. Dy III (5º Distrito)          |
| Representantes Distritais      | Rep. Faustino A. Dy V (6º Distrito)                           |
| Membros do Conselho Provincial | Delfinito Emmanuel L. Albano (1º Distrito)                    |
| Membros do Conselho Provincial | Emmanuel Joselito B. Añes (1º Distrito)                       |
| Membros do Conselho Provincial | Ed Christian S. Go (2º distrito)                              |
| Membros do Conselho Provincial | Edgar R. Capuchino (2º Distrito)                              |
| Membros do Conselho Provincial | Ramon Juan N. Reyes (3º distrito)                             |
| Membros do Conselho Provincial | Randolph Joseph P. Arreola (3º distrito)                      |
| Membros do Conselho Provincial | Abegail V. Sable (4º distrito)                                |
| Membros do Conselho Provincial | Clifford R. Raspado (4º distrito)                             |
| Membros do Conselho Provincial | Faustino U. Dy IV (5º Distrito)                               |
| Membros do Conselho Provincial | Edward S. Isidro (5º Distrito)                                |
| Membros do Conselho Provincial | Marco Paolo A. Meris (6º Distrito)                            |
| Membros do Conselho Provincial | Afredo V. Alili (6º Distrito)                                 |

### Distritos legislativos
Em 27 de setembro de 2018, a Lei da República nº 11.080, uma lei que reatribui a província de Isabela em seis distritos legislativos de quatro, foi sancionada e os distritos reatribuídos elegeram seus representantes a partir das eleições intermediárias de 2019. Assim, os novos distritos são os seguintes:
- Primeiro distrito: Cabagan, Delfin Albano, Divilacan, Maconacon, Palanan, San Pablo, Santa Maria, Santo Tomas e Tumauini
- Segundo distrito: Ilagan City, Benito Soliven, Naguilian e San Mariano
- Terceiro distrito: Aurora, Burgos, Gamu, Mallig, Quezon, Quirino, Roxas e San Manuel
- Quarto distrito: Cidade de Cauayan, Angadanan, Cabatuan, Luna, Reina Mercedes
- Quinto distrito: Alicia, Dinapigue, Echague, Jones, San Agustin, San Guillermo e San Isidro
- Sexto Distrito: Cidade de Santiago, Cordon, Ramon e San Mateo

## Demografia
A população de Isabela no Erro: tempo inválido censo demográfico era de 1 697 050 pessoas, tornando-a a província mais populosa entre as cinco províncias do Vale Cagayan (Região II). Tinha uma densidade de 140/km2 (360/sq mi).
Em 2010, Isabela tinha uma população de 1.489.645 pessoas: 46% dos 3,2 milhões de habitantes da região naquela época. A nível nacional, a província contribuiu com 1,58 por cento para a população total de 88,57 milhões. Havia 254.928 famílias na província em 2007.
Para todas as idades, a proporção de sexos em Isabela era de cerca de 105, com 660.627 homens e 626.948 mulheres no Censo de População e Habitação de 2000 (Censo 2000). Existem mais homens do que mulheres com menos de 50 anos.
Os ilocanos são o grupo mais proeminente da província. Do total da população domiciliar, 68,71% se classificaram como Ilocanos, seguidos pelos Ibanags (14,05%) e Tagalogs (10,02%). O grupo étnico majoritário eram os Ibanags, que foram vistos pela primeira vez pelos exploradores espanhóis e convertidos ao Cristianismo pelos missionários, razão pela qual a língua Ibanag se espalhou por toda a região do vale antes da chegada dos Ilocanos migrantes. Os 7,22% restantes são Gaddang, Paranan, Yogad ou de outros grupos étnicos que assimilaram a cultura Ibanag-Ilocano. Depois um novo grupo do sul, os filipinos muçulmanos, migrou para esta província e fez uma comunidade para si. Além disso, povos de língua tagalo da Luzon Central (principalmente de Nueva Ecija ) e Luzon do Sul também se estabeleceram na área, bem como alguns Pangasinans e Kapampangans da Luzon Central.
As principais línguas faladas são Ilocano, seguido por Ibanag, Yogad e Gaddang. Ilocanos e Ibanags falam Ilocano com sotaque Ibanag, pois descendentes de Ilocanos da primeira geração em Isabela que viviam dentro da população Ibanag aprenderam Ibanag; mesma situação com Ilocano tingido por sotaques Gaddang, Paranan, Yogad e Itawis quando descendentes de Ilocanos da primeira geração em Isabela que viviam nas populações Gaddang, Paranan, Yogad e Itawis aprenderam suas línguas. As pessoas, especialmente na capital e nos centros comerciais, falam e entendem inglês e tagalo. Tagalogs, Ilocanos e Ibanags falam Tagalog com sotaque Ibanag, pois descendentes de Tagalogs da primeira geração em Isabela que viveram dentro da população Ibanag aprenderam Ibanag.

### Religião
O catolicismo romano é a fé predominante, seguido por cerca de 80% das pessoas.  Outras religiões praticadas são Aglipayan, Igreja Metodista Unida e várias igrejas cristãs, como A Igreja de Jesus Cristo dos Santos dos Últimos Dias, Iglesia ni Cristo e Igrejas Protestantes Batista, Adventista do Sétimo Dia, outros Cristãos Carismáticos e Testemunhas de Jeová. Também há um pequeno número de muçulmanos.

## Economia
Em termos de classificação de renda, Isabela é classificada como província de primeira classe e considerada entre a província mais rica e progressiva das Filipinas e a mais progressiva na Região 02, cortesia das três cidades principais estrategicamente localizadas na província.
Estrategicamente localizada no centro da região do Vale Cagayan, Isabela é reconhecida por ter demonstrado pontos fortes nos negócios e na indústria. Assim, passou a ser conhecido como o Centro Regional de Comércio e Indústria do Nordeste de Luzon.
A província de Isabela é a mais rica do Vale Cagayan. Também foi a província mais rica das 10 Filipinas em 2011.
As cidades de Cauayan, Ilagan, Santiago e a cidade de Roxas são os principais centros comerciais da província. Shoppings e cadeias de fast food baseados na região metropolitana de Manila foram inaugurados recentemente nesses centros comerciais importantes. Até ao momento 192 agências bancárias operam na província, com a maioria dos bancos universais e comerciais fornecendo caixas eletrônicos para a conveniência de seus clientes.
Desde o início do século XXI que um número crescente de investidores estrangeiros e locais selecionou Isabela como local de seus empreendimentos. No topo da lista estão os principais investidores de Isabela, a saber: Mindanao Grains Processing Company, Inc., SN Aboitiz Power- Magat Inc., Universal Leaf Filipinas, Coca-Cola FEMSA Filipinas, Inc., San Miguel Corporation, RC Cola e Pepsi Cola.
Na indústria de arroz, investimentos substanciais foram feitos pela Valiant Rice Mills Corporation, Family Choice Grains Processing Center, Golden Season Grains Center, Herco Agro Industries, JDT Silver Grains Center, New Cauayan Goldyluck Grains e La Suerte Rice Mill Corporation.
Gigantes do varejo como SM Prime, Robinsons e Puregold Price Club, Inc. criaram lojas como Savemore, Robinsons Supermarket e Puregold, respectivamente. Em 2014, essas empresas de varejo inauguraram seus shoppings pioneiros na região, o SM City Cauayan e o Robinsons Place Santiago.
Os operadores de transporte terrestre Victory Liner, Five Star Bus Company, Dalin Liner, GV Florida Transport, EMC Transportation, Inc., Solid North Transit Inc. e Northern Luzon Bus Company (NELBUSCO) têm terminais e depósitos na província.
Os principais fabricantes de automóveis, motocicletas e caminhões, como Honda, Toyota, Mitsubishi Motors, Isuzu Motors, Kia Motors, Nissan, Ford, Chevrolet, Suzuki, Hyundai, Mazda, Foton, Peugeot, MAN SE, Yamaha e muitas outras empresas entraram na província nos últimos anos.
As empresas de telecomunicações Globe, PLDT / Smart e Digitel / Sun Cellular operam sites de celulares e instalações de telefonia fixa em toda a Isabela.
Grandes incorporadoras imobiliárias como Vista Land e Lifescapes, Inc. entraram na província com a inauguração da Camella Isabela, Camella Santiago, Camella Santiago Trails e Lessandra Santiago na cidade de Santiago, e Camella Cauayan e Lumina Isabela na cidade de Cauayan. Vista Malls está prestes a lançar seu primeiro shopping de alto padrão na cidade de Santiago.

### Agricultura
A agricultura é a maior indústria de Isabela. Como a maior província produtora de milho do país, contribui com 21% da produção nacional anual de milho amarelo. A maior instalação de processamento pós-colheita de milho da Ásia, Mindanao Grains, está localizada na cidade de Reina Mercedes.
Como segunda maior província produtora de arroz em todo o país, Isabela produz 15% da produção nacional agregada de arroz em uma base anual. Sendo um produtor excedente da cultura básica dos filipinos, a taxa de suficiência de arroz da província é de 224%, o que significa que os Isabelinos produzem mais do que consomem e são de fato responsáveis pelo suprimento das necessidades de arroz da região metropolitana de Manila e de muitas outras províncias. O aumento sem precedentes na produção de palay de Isabela fez da província a Campeã do Arroz Híbrido das Filipinas.
As safras agrícolas de alto valor cultivadas em Isabela incluem monggo, tabaco, café, banana e manga. Suas indústrias pecuária e avícola também estão em alta, especialmente processamento de laticínios, produção de suínos, pecuária e criação comercial de aves.
A agricultura é altamente mecanizada, pois a maioria das terras agrícolas são irrigadas. Com a presença da Universidade Estadual de Isabela, joint ventures e outros projetos assistidos por estrangeiros e a Barragem de Magat contribuem para a alta produtividade na agricultura. É também o centro de comércio e outras atividades econômicas devido à sua localização central na região. A indústria madeireira costumava ser a principal fonte de renda da província, mas devido à proibição de extração de madeira imposta na região do Vale Cagayan, as atividades nessa indústria diminuíram consideravelmente. No entanto, a fabricação de móveis com madeira narra e outros materiais florestais indígenas continuam a existir.
Isabela é uma das províncias mais progressistas das Filipinas, tendo sido considerada a província de maior destaque em segurança alimentar no Prêmio Gawad Sapat Ani 2000. Na produção de milho, Isabela ocupa o primeiro lugar entre as dez províncias com maior produção de milho no ano de 2004, contribuindo com 15,70% para a produção nacional. Em 2013, o Departamento de Agricultura declarou Isabela como a Melhor Milho-Prêmio de Qualidade. A cidade de Ilagan foi proclamada a Capital do Milho das Filipinas por ser o maior produtor de milho entre os 34 municípios e 2 cidades da província, bem como em todo o país.

### Área florestal

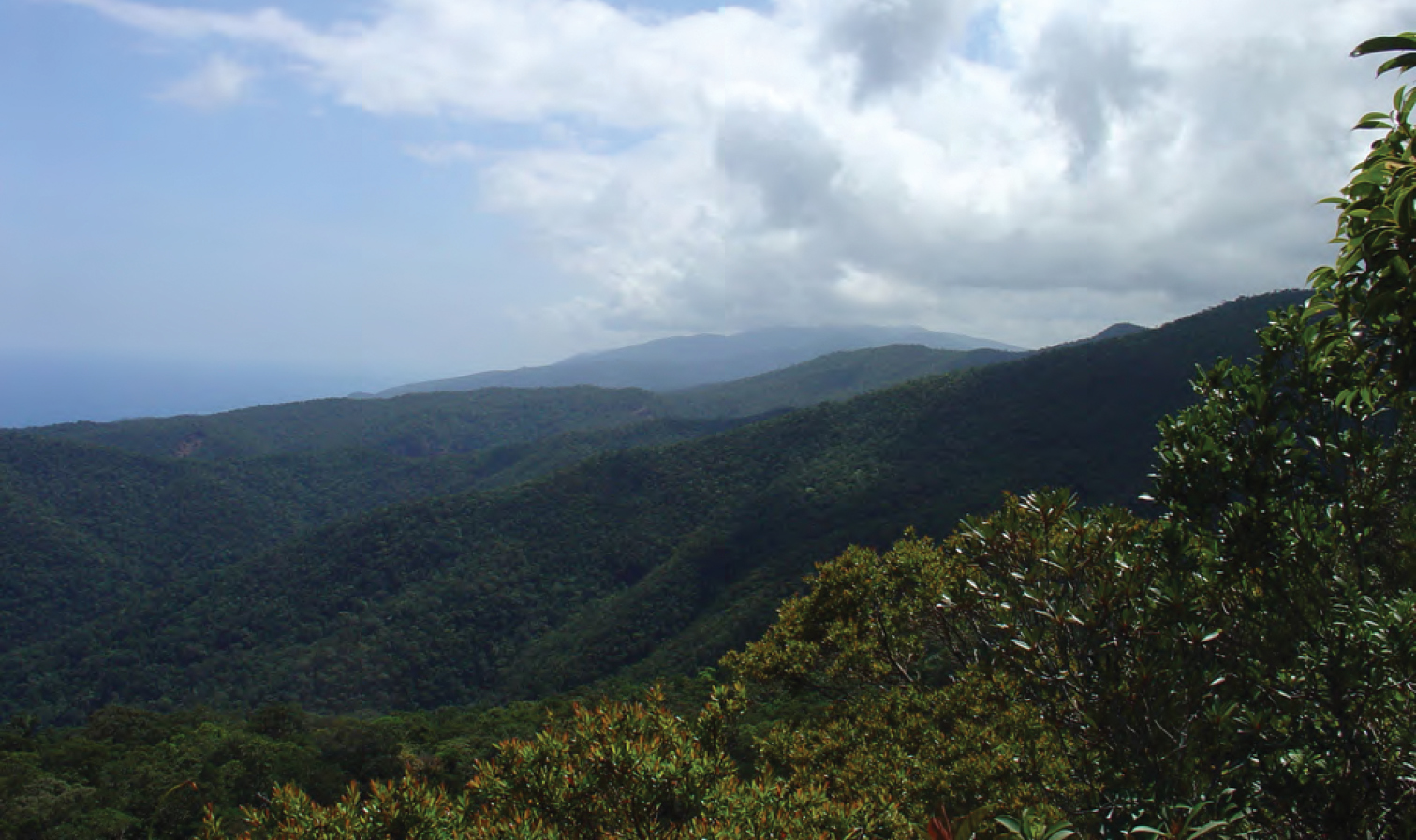
Florestas em Palanan

A área florestal cobre 54,37% ou 579,819 ha (1,432,760 acres) da área total de Isabela, da qual 62% é floresta protegida e 38% é floresta de produção. Os recursos de madeira da melhor qualidade nas Filipinas são encontrados na floresta de Isabela.  Os vastos recursos florestais de Isabela estão agora sendo manejados ecologicamente para produzir recursos sustentáveis de base florestal, não apenas para a indústria madeireira, mas para garantir um ecossistema equilibrado. A indústria da madeira continua a operar sob um sistema regulamentado, especialmente a fabricação de móveis com materiais indígenas.

### Pesca

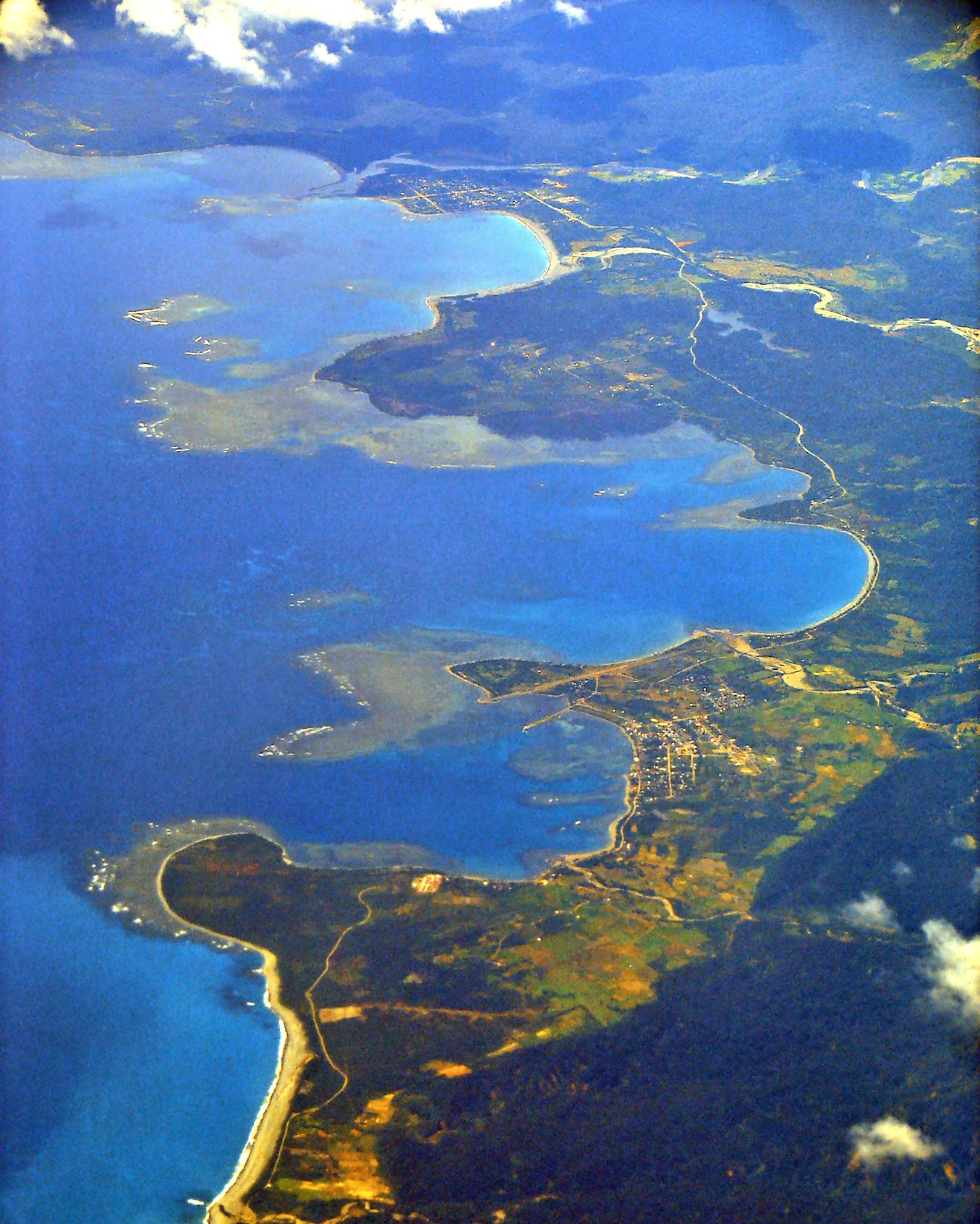
Costa de Isabela em Divilacan

Isabela tem um fértil pesqueiro na costa do Pacífico. O reservatório da Represa Magat é utilizado para operações de gaiolas de peixes para produção de tilápia para mercados domésticos. Outra indústria próspera na província é a aquicultura, sustentada pela pesca interior em 1.108 hectares de viveiros de peixes de água doce desenvolvidos e 450 hectares de cultura em gaiolas de peixes no reservatório da represa de Magat. Ricos recursos marinhos  pode ser encontrado nos municípios costeiros da costa de Isabela de Maconacon, Divilacan, Palanan e Dinapigue.

### Mineral e energia
Grandes depósitos de cobre, ouro, zinco e cromita, manganês e níquel foram encontrados em Isabela. Ele também possui extensos depósitos de minerais não metálicos, como calcário, argila, mármores, guano, areia e cascalho e pedregulhos. Fontes indígenas de energia, como gás natural e recursos hidrelétricos, são abundantes no vale. Muitas de suas reservas minerais ainda não foram totalmente exploradas.

### Energia

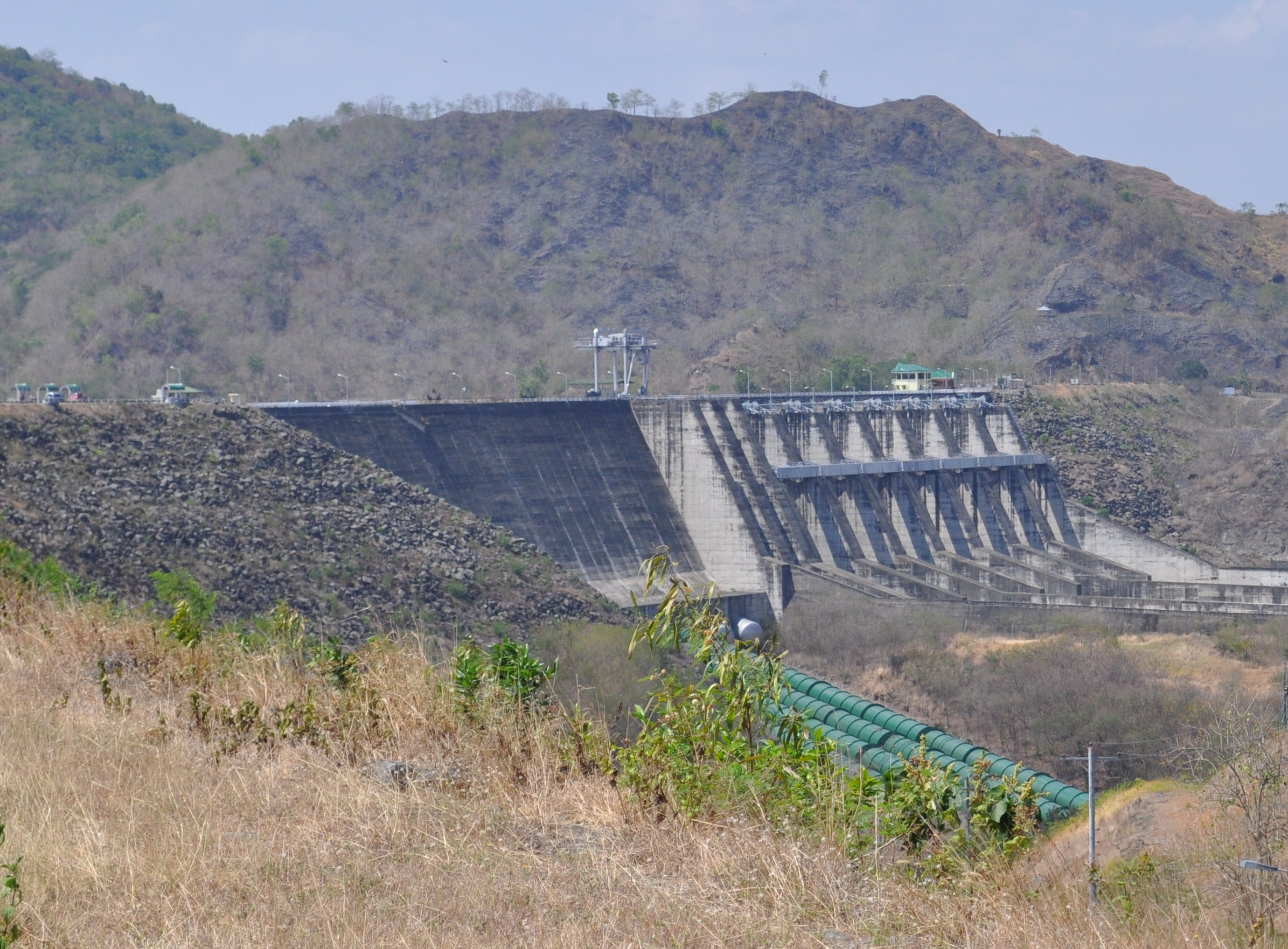
Represa Magat em Ramon

As usinas de energia solar e de biomassa na cidade de Cauayan e na cidade de Alicia começaram a operar em 2015 para suprir a alta demanda de energia da região. A usina solar online na cidade de Cauayan é capaz de fornecer pelo menos 20 megawatts, enquanto a usina de biomassa em Alicia pode produzir outros 20 megawatts. Ambos os sistemas fornecem energia limpa e renovável. A usina de energia de P2 mil milhões estabelecida pela Isabela Biomass Energy Corporation (IBEC) foi construída para aumentar o fornecimento de energia na região do Vale Cagayan. O uso de biomassa como combustível torna a usina de energia neutra em carbono e sustentável. Esta usina de biomassa é a primeira na região e foi projetada para fornecer uma fonte econômica de energia, bem como oportunidades de emprego para os residentes da cidade anfitriã.
Em 27 de maio de 2015, o contrato de serviço da maior usina solar fotovoltaica do país foi aprovado pelo Departamento de Energia (DOE). O projeto de P7 mil milhões no valor de 100 MW Solar PV na cidade de Ilagan foi projetado para reduzir a atual escassez de eletricidade que causa apagões regulares que resultam em fechamentos de indústrias, bem como em inconvenientes para os consumidores. A usina de energia solar será construída em um terreno de 100 hectares em Barangay Cabannungan, a vários quilômetros de distância da cidade propriamente dita.

## Transporte
Isabela é acessível por todos os meios de transporte. Quase 180 quilômetros da Rodovia Pan-Filipina passam por diferentes vilas e cidades da província. Várias empresas de ônibus oferecem viagens diárias para diferentes rotas como Manila, Dagupan, Baguio e Ilocos vice-versa. Vans de utilidade pública e pequenos operadores de ônibus realizam viagens diárias de Tuguegarao em Cagayan para a cidade de Santiago vice-versa, enquanto jeepneys e triciclos são comumente usados como o meio de transporte básico dentro da jurisdição da província.

### Estrada Ilagan-Divilacan
A construção de uma estrada de 82 quilômetros através das montanhas protegidas de Sierra Madre visa abrir o acesso a três cidades costeiras da província. O contrato de orçamento aprovado do projeto no valor de P1.5B passará pelo sopé das cordilheiras de Sierra Madre do norte de 359.486 hectares. O plano é melhorar uma antiga estrada madeireira usada por uma empresa madeireira extinta na década de 1990. Ele começará em Barangay Sindon Bayabo, na capital Ilagan, e terminará em Barangay Dicatian, na cidade costeira de Divilacan. O projeto está previsto para ser concluído em 2021.
As viagens para as cidades costeiras isoladas de Divilacan, Palanan e Maconacon costumam ser feitas de barco ou apenas de avião, dificultando o acesso às cidades costeiras em tempos de emergências e calamidades. Não há estradas que liguem a capital Ilagan às áreas costeiras, privando os moradores de necessidades básicas e serviços sociais, como saúde. Depois de concluído, o projeto da estrada deve impulsionar as economias das áreas costeiras, citando a praia de 119 hectares de Divilacan e as áreas de água doce que atraíram turistas. O Conselho de Gestão de Áreas Protegidas (PAMB) emitiu a Resolução nº 11, que reclassifica partes de Sierra Madre como uma zona de uso especial. A Agta e Dumagat na área também assinaram um memorando de acordo com o governo provincial, expressando seu consentimento para o projeto da estrada. Pelo menos 1.800 Agta e Dumagat estão hospedados nas áreas do parque. Mas o impacto da estrada na floresta protegida alarma os moradores, que temem que o projeto possa causar danos às florestas e aos ecossistemas. O projeto foi atrasado nos últimos anos devido a preocupações sobre o impacto potencial da estrada no meio ambiente. O Conselho de Desenvolvimento Regional do Vale Cagayan exigiu que os proponentes do projeto estudassem o impacto total da estrada sobre a biodiversidade da área.